# Qozoqdaryo
Qozoqdaryo és un possiólok al nord-oest de l'Uzbekistan, a la República Autònoma de Karakalpakistan. Antic port i balneari al mar d'Aral.
El 1975, la població era de 14.000 habitants.
A causa de la dessecació del mar d'Aral i la crisi socioeconòmica que ha envoltat a la regió del mar d'Aral en la dècada de 1980, per a l'any 2005 la població s'havia reduït a Qozoqdaryo a 4.000 habitants. La desocupació ha arribat al 75%
 Oficialment la ciutat s'ha inclòs en la zona del desastre ecològic.